# Hicham (calife omeyyade)
Pour les articles homonymes, voir Hicham.
Hichām ou ʾAbū Al-Walīd Hichām ibn ʿAbd Al-Malik (en arabe : أبو الوليد هشام بن عبد الملك), né en 691 et mort le mercredi 6 février 743, est le dixième calife omeyyade. Il succède à son frère Yazīd II en 724. Il est le quatrième fils de ʿAbd Al-Malik à devenir calife. Son assez long règne marque l'apogée militaire du Califat omeyyade.

## Succession deYazīdII
Hichām hérite de son frère un Califat connaissant de nombreux problèmes. Néanmoins, il réussit à en résoudre la majorité de manière effective, et permet ainsi au Califat omeyyade de continuer à exister en tant qu'entité politique. Il continue notamment les nombreuses réformes initiées par ʿUmar II.

## Campagnes militaires
En Transoxiane, le Califat omeyyade connaît quelques revers. Une rébellion hindoue éclate dans le Sind, et Hichām envoie des troupes en renfort pour la mater, ce qui est fait avec la mort de Jai Singh, chef de la rébellion, permettant au calife de réaffirmer son pouvoir dans la région. Les raids contre l'Empire byzantin continuent, et Césarée de Cappadoce est prise vers 727, Charsianon en 730. Dans la péninsule Ibérique, la situation est plus calme, et le gouverneur ʿAbd Ar-Raḥmān ibn ʿAbd Allāh Al-Ġāfiqiyy rassemble une grande armée et se lance à la conquête du Royaume franc. Après des succès initiaux, les Omeyyades sont arrêtés à la bataille de Poitiers en 732.

### Guerre contre l'Empire khazar
Al-Ǧarrāḥ ibn ʿAbd Allāh Al-Ḥakamiyy, gouverneur d'Arménie et de l'Azerbaïdjan, reçoit des renforts de la part du calife. En 730, le khagan de l'Empire khazar rassemble une armée de 300 000 hommes, qu'il met sous le commandement de son fils Barjik. L'armée khazare traverse les gorges du Terek et rencontre l'armée omeyyade près d'Ardabil. Al-Ǧarrāḥ est tué au cours de la bataille, et les Khazars prennent Ardabil, tuent tous les hommes en âge de combattre et réduisent les femmes en captivité. Après cette victoire, les Khazars poussent vers le sud, envahissant Gilan, l'Azerbaïdjan et le Kurdistan. Hichām nomme un nouveau gouverneur, avec qui les Omeyyades reprennent en main la situation. Surprenant le khagan ivre dans un petit village, l'armée omeyyade le tue. La campagne se termine par la défaite khazare. Barjik, qui a le crâne d'Al-Ǧarrāḥ accroché à son chariot, est tué et sa tête est envoyée au calife.
En 731, le calife nomme Maslama ibn ʿAbd Al-Malik gouverneur. La même année, des troupes khazares fraîchement constituées prennent Derbent. Maslama, qui se dirige vers Balanjar, est contraint à une retraite rapide face à l'arrivée d'une immense armée khazare. La confrontation a cependant lieu. Le khagan est blessé au cours de la bataille et les Khazars se replient. Rattrapés par les Omeyyades, ils choisissent de se convertir à l'islam. Maslama revient vers Derbent, toujours occupée par les Khazars. Il fait empoisonner les eaux de la ville avec des cadavres d'animaux et les habitants se rendent sans combattre.
Peu après, Maslama, tombé en disgrâce, est remplacé par Marwān ibn Muḥammad (futur calife omeyyade) et rentre à Damas en 732. La même année, une poussée omeyyade importante est contrariée par de fortes pluies et donne peu de succès. Marwān entreprend alors simultanément une négociation avec le khagan et une infiltration des troupes khazares. Le gros des troupes traverse le Caucase par deux itinéraires différents et se rassemble près de Samandar, capitale de l'Empire khazar. La ville est prise et les Khazars déplacent leur capitale à Itil. Marwān ne pousse pas la conquête plus loin.

### Instabilité du Khorassan
Une armée nombreuse quitte le Khorassan et traverse l'Amou-Daria pour faire la guerre à des peuples turcs. La campagne est un échec qui se répète les deux années suivantes. Le gouverneur, jugeant ses généraux responsables de ces échecs, les destitue, leur fait raser la barbe, les fait dépouiller de leurs vêtements et les envoie enchaînés en Irak. Hichām, très irrité par ce comportement, nomme un nouveau gouverneur du Khorassan. Celui-ci part vers Boukhara, où séjourne une armée turque de 100 000 hommes. Plus de 1 000 musulmans sont tués mais les Turcs s'enfuient vers Samarcande. Hichām change à nouveau de gouverneur en nommant Ǧunayd ibn ʿAbd Ar-Raḥmān, qui traverse l'Amou-Daria avant d'être intercepté par l'armée turque, forte de 70 000 hommes. Le combat tourne à l'avantage des Omeyyades, qui tuent environ 3 000 ennemis au cours de la bataille. Peu après, Samarcande est reprise, avant d'être aussitôt assiégée par les Turcs, qui rendent la route de la plaine entre Boukhara et Samarcande impraticable. Les troupes omeyyades parties au secours de Samarcande tombent dans une embuscade en essayant de rallier la ville par la montagne. Un nouveau renfort de 40 000 hommes arrive alors de Merv et les Turcs sont finalement défaits (bataille de la Passe). Ǧunayd meurt à son retour à Merv. Un de ses lieutenants tente alors de créer une révolte et Hichām nomme Yūsuf ibn ʿUmar gouverneur du Khorassan.

### Révolte berbère kharidjite en Afrique du Nord
Hichām maintient le système utilisé par ses frères qui consiste à prélever sur les nouveaux convertis la capitation (ǧizya) comme s'ils n'étaient pas encore musulmans, afin d'assurer des recettes fiscales plus importantes. Les gouverneurs de Tanger et du Souss montrent beaucoup de zèle dans l'application de cette politique, si bien qu'une révolte éclate en 739, menée par les kharidjites et le berbère Maysara Al-Maṭġariyy, et Tanger est prise. Hichām envoie alors ses meilleures troupes de Syrie. Elles sont battues sur les rives du Sebou en 742. Le gouverneur d'Égypte intervient alors, et arrête la révolte alors qu'elle menace Kairouan.

### Révolte de Zayd ibn ʿAlī
Vers 740, Yūsuf ibn ʿUmar, voyant que les chiites commencent à s'agiter à Koufa, demande à Zayd ibn ʿAlī, petit-fils d'Al-Ḥusayn ibn ʿAlī, de quitter la ville. Zayd finit par aller à Médine, où ses partisans le convainquent de retourner à Koufa, ce qui est fait. De Koufa, Zayd envoie des lettres appelant la population de toutes les provinces à se rebeller contre les Omeyyades. Il s'aliène également les factions chiites les plus extrêmes en refusant de récuser les califes ʾAbū Bakr Aṣ-Ṣiddīq et ʿUmar ibn Al-Ḫaṭṭāb. Zayd, pensant avoir rassemblé suffisamment de forces, décide de se lancer au combat, mais il est tué. Yūsuf ibn ʿUmar fait exhumer le cadavre de Zayd et le fait décapiter puis crucifier dans les rues de Koufa. Les chefs de la conspiration sont mis à mort.

## Développement du mouvement abbasside
Malgré les succès de Hichām, les Abbassides continuent de mettre en place leur mouvement, notamment en Irak et au Khorassan. Cependant, ils ne sont pas encore assez puissants pour se lancer dans une confrontation ouverte avec les Omeyyades. Certains activistes abbassides sont arrêtés, voir exécutés.

## Mort
Hichām meurt de diphtérie le mercredi 6 février 743. Son neveu Al-Walīd II (fils de Yazīd II) lui succède.

## Réalisations et personnalité
De nombreux spécialistes de l'histoire chiites comme sunnites affirment que le règne de Hicham a été marqué par la haine envers la famille des descendants du Prophète, la famille des Bani Hasim. ‘Alî ibn Zaid, le fils de l’Imam Zain-ul-'Abidin qui fut tué dans une bataille contre les Omeyyades eut le corps nu, exposé sur une potence après sa mort. Et longtemps il resta ainsi jusqu'à se décomposer en squelette et ce sur ordre de Hicham. Le long règne de Hichām est marqué par les nombreuses réformes qu'il entreprend, une partie d'entre elles reprenant les travaux de ʿUmar II. Il construit également de nombreuses écoles et fait traduire plusieurs œuvres scientifiques et littéraires vers l'arabe. Connu pour être un homme pieux, il renforce l'application de la charia, même au sein de sa famille.
Comme son frère Al-Walīd Ier, Hichām est un amateur d'art, encourageant la création et les œuvres artistiques à travers le Califat ; on peut citer à titre d'exemple l'agrandissement de la grande mosquée de Kairouan (dans l'actuelle Tunisie) ordonné par le calife au cours du premier tiers du VIIIe siècle, vers les années 724-728,. Il est également connu pour son honnêteté et sa simplicité, et pour être consciencieux dans l'administration des finances du Califat.